# Пропал Петя-петушок
«Пропал Петя-петушок» — советский короткометражный рисованный мультфильм.

## Сюжет
Главный герой — маленький и очень любопытный цыплёнок Петя. Ему настолько был интересен окружающий мир, что он то и дело отбивался от своей мамочки-курочки и цыплят-сестричек. Однажды он так сильно увлекся погоней за красивой бабочкой, что оказался совсем один в глухом, темном лесу. Курица, не досчитавшись дома одного из своих детишек, оставила цыплят под наблюдением ответственной утки, а сама отправилась на поиски. Пролетающая по лесу ворона увидела сначала цыпленка в чаще, а потом и курицу, отчаянно пытающуюся его найти. Совершенно случайно глупая птица проболталась об этом Хитрой Лисице. Рыжая хищница очень обрадовалась и тут же бросилась в лес, чтобы найти и слопать сначала цыпленка, а потом и его маму-курицу. Пока лисица и курица искали по всему лесу маленького цыпленка, он сам одиноко брел по тропинке и грустил. Больше всего ему хотелось вернуться домой к маме и сестрам. Но он не представлял, куда нужно идти, чтоб выбраться из темного леса. К счастью, на пути маленькому петушку повстречались двое друзей: веселый лягушонок и смекалистый мышонок. Они помогли ему скрыться от преследования коварной лисицы. Лягушонок на своей спинке перевез цыпленка на другой берег лесного ручейка, а мышонок прогнал голодную лису громким, пронзительным свистом. Потом друзья укрыли цыпленка от дождя в мышиной норке и там он дождался свою маму. Курица отругала любознательного малыша за непослушание и велела никогда так больше не делать. После этого мама и сын благополучно добрались до дома, в котором их ждали папа петух и цыплята.

## Съёмочная группа
| автор сценария             | Владимир Сутеев |
| кинорежиссёр               | Владимир Арбеков |
| художники-постановщики     | Гелий Аркадьев, Елена Гололобова |
| кинооператор               | Михаил Друян |
| композитор                 | Владимир Давыденко |
| звукооператор              | Борис Фильчиков |
| художники-мультипликаторы: | Олег Сафронов, Иосиф Куроян, Ольга Орлова, Фёдор Елдинов, Владимир Шевченко, Александр Панов |
| роли озвучивали:           | Ирина Бордукова — цыплёнок Петя-петушок, Ефим Кациров — петух, Александр Соловьёв — лягушонок, Мария Виноградова — ворона, Наталья Гурзо — лиса, Людмила Гнилова — мышонок, Любовь Соколова — курочка |
| ассистент режиссёра        | Елена Черёмушкина |
| монтажёр                   | Галина Смирнова |
| xудожники:                 | Николай Митрохин, Пётр Коробаев, Г. Бирюков |
| редактор                   | Пётр Фролов |
| директор съёмочной группы  | Лилиана Монахова |